# Селянка
Селя́нка — річка в Україні, у межах Надвірнянського та Івано-Франківського району Івано-Франківської області. Права притока Бистриці-Надвірнянської (басейн Дністра).

## Опис
Протікає селом Тисменичани.
На околицях села, поблизу річки Селянки, розташоване мальовниче озеро, що має приблизно 300 метрів у довжину та 75 метрів у ширину.
24 червня 2020 року річки Селянка та Млинівка підмили містки та підтопили житлові будинки в селі Тисменичани.